# Yamaha YMF262

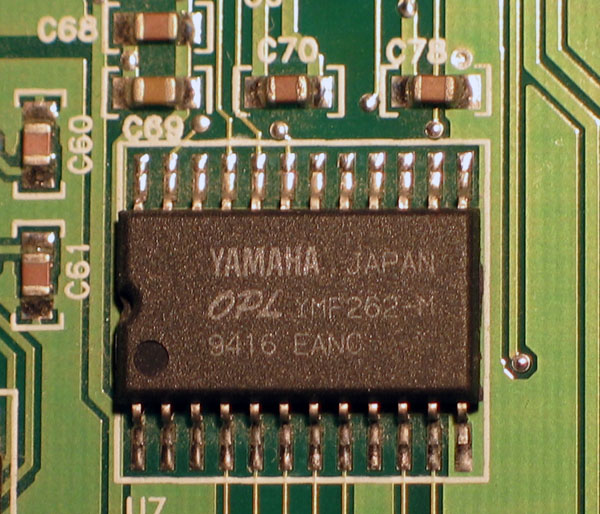
Yamaha YMF262.

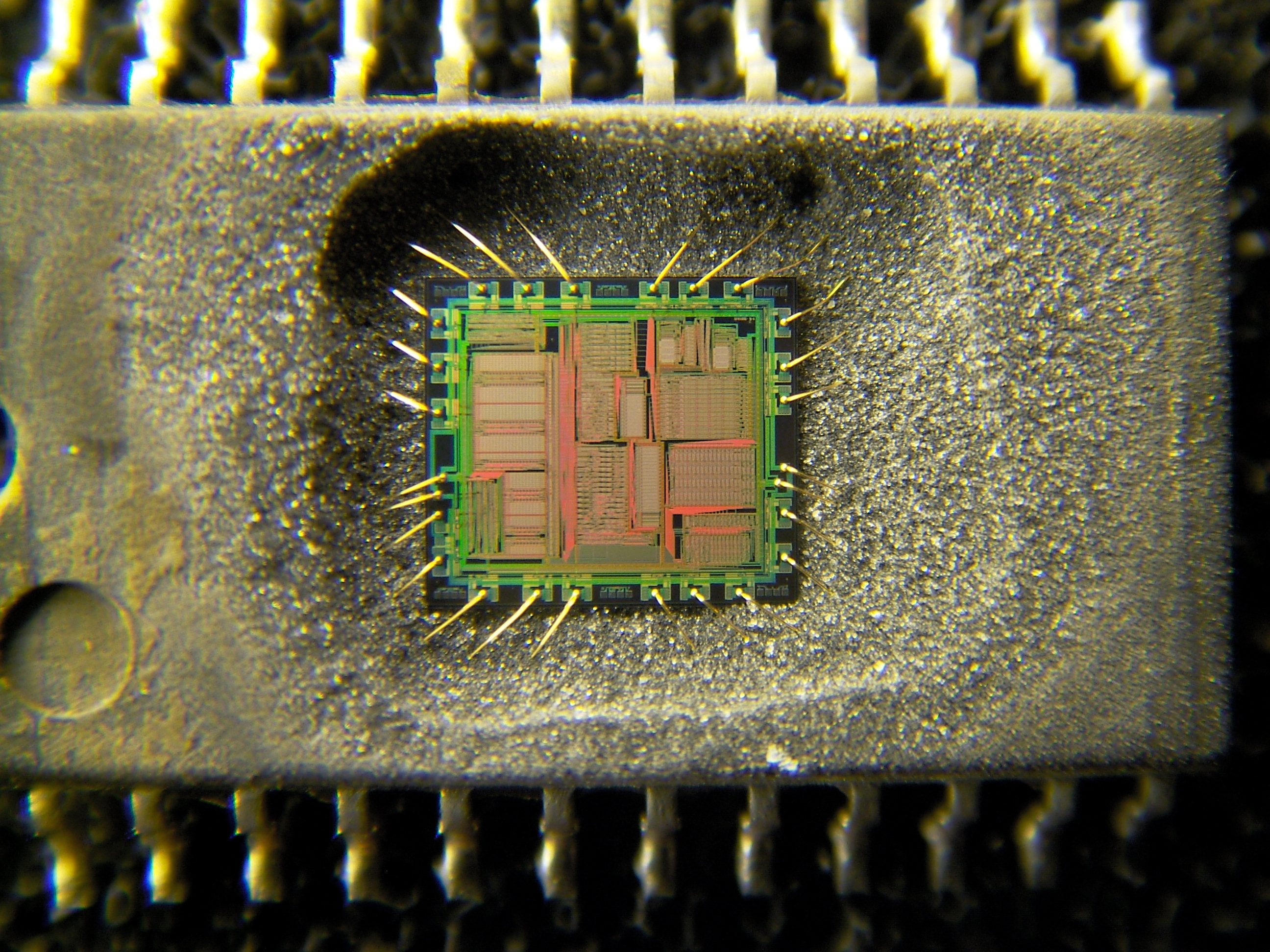
Decapsulado.

El Yamaha YMF262 también conocido como OPL3 (OPL es un acrónimo de FM Operator Type-L), es una versión mejorada del chip de sonido Yamaha YM3812 (OPL2) diseñado y fabricado por Yamaha Corporation. Tiene las siguientes características :
- El doble de canales principales (18 en lugar de 9)
- Estéreo simple (izquierda, centro o derecha)
- 4 nuevas formas de onda (seno alternativo, seno de camello, cuadrada y logarítmica)
- Modo de 4 osciladores (combina 2 canales juntos, hasta un máximo de 6 canales)
- Menos tiempo gastado en espera activa de una respuesta del chip, mejora de la latencia y del funcionamiento del sistema (el OPL2 requiere bastantes largos retrasos)

Este chip es usado en la Sound Blaster Pro 2.0.